# Lembach (Eltmann)
Lembach ist ein Gemeindeteil der Stadt Eltmann im unterfränkischen Landkreis Haßberge in Bayern.

## Geographie
Das Kirchdorf liegt am Fuße des Steigerwalds, etwa 2 Kilometer östlich von Eltmann, in der Hügellandschaft der Haßberge. Der Ort ist umgeben von Wäldern und landwirtschaftlich genutzten Flächen.

## Geschichte
Lembach blickt auf eine lange Geschichte zurück, die bis ins Mittelalter reicht. Erstmals urkundlich erwähnt wurde der Ort im 13. Jahrhundert. Im Laufe der Jahrhunderte war Lembach Teil verschiedener Herrschaftsgebiete und gehörte schließlich zum Hochstift Würzburg. Nach der Säkularisation zu Beginn des 19. Jahrhunderts kam der Ort zu Bayern.
Die Eingemeindung nach Eltmann erfolgte im Zuge der Gebietsreform in Bayern im Jahr 1978. Seitdem ist Lembach ein Gemeindeteil der Stadt Eltmann.

## Kultur und Sehenswürdigkeiten
In der Liste der Baudenkmäler in Eltmann sind für Lembach neun Baudenkmäler aufgeführt.
- Filialkirche St Georg: Die barocke Saalkirche mit eingezogenem Chor und Walmdach wurde 1765 erbaut und 1840 restauriert.
- Kapelle St. Wendelin: Die kleine Wegkapelle wurde im 18. Jahrhundert erbaut und ist dem heiligen Wendelin geweiht, dem Schutzpatron der Bauern und Hirten.
- Historische Bauernhäuser: Der Ortskern von Lembach zeichnet sich durch gut erhaltene fränkische Fachwerkhäuser und historische Bauernhöfe aus, die das Dorfbild prägen.

## Freizeit und Tourismus
Lembach liegt in der Nähe zum Naturpark Steigerwald, wo Outdoor-Aktivitäten wie Wandern, Radfahren und Nordic Walking möglich sind. Außerdem ist der Main mit seinen Radwegen und Wasseraktivitäten nur wenige Kilometer entfernt.

## Wirtschaft und Infrastruktur
Der Ort ist überwiegend landwirtschaftlich geprägt, wobei sich kleinere landwirtschaftliche Betriebe auf Viehzucht und Ackerbau spezialisiert haben.
Lembach ist über die Landstraße an Eltmann und die Autobahn A70 (Schweinfurt–Bamberg) angebunden, der nächste Bahnhof befindet sich in Haßfurt, etwa 10 Kilometer entfernt, mit Zugverbindungen nach Bamberg und Schweinfurt.